# Ricardo Delgado
Ricardo Delgado (13 de julho de 1947) é um boxeador mexicano, campeão olímpico.

## Carreira
Ele conquistou a medalha de ouro nos Jogos Olímpicos de Verão de 1968 na Cidade do México, após derrotar o polonês Artur Olech na categoria peso mosca e consagrar-se campeão. Delgado se tornou profissional em 1969 e teve sucesso limitado.